# SGA (기업)
SGA 주식회사는 경기도 의왕시에 본사를 둔 정보시스템 구축 및 유지보수 등 IT 서비스 기업이다.
국가교육정보시스템인 나이스(NEIS)의 SW운영 및 유지보수 사업을 하고 있다.

## 역사
2008년 12월 스캐니글로벌과 합병하여 설립되었다.
2025년 7월 제3자배정 유상증자를 아시아 스트래티지 파트너스(Asia Strategy Partners LLC), 케이씨지아이(KCGI), 패스파인더홀딩스, 사이먼 게로비치(Simon Gerovich) 등 4곳을 대상으로 실시하였으며 이 중 아시아 스트래티지 파트너스는 증자 이후 SGA의 최대주주로 올라섰다.